# Svoboda a přímá demokracie
Svoboda a přímá demokracie (SPD) (zkratka SPD), je české nacionalistické politické hnutí založené v první polovině roku 2015 poslanci Tomiem Okamurou a Radimem Fialou, kteří odešli po roztržce v poslaneckém klubu z hnutí Úsvit přímé demokracie. V programu hnutí dominuje nacionalismus, projevující se zejména odporem k nelegální imigraci a islámu, kritika LGBT a požadavek přímé demokracie ve formě odvolatelnosti politiků a soudců a referend o důležitých otázkách. O zařazení hnutí na pravolevém spektru se hovoří jako o sporném, leckdy bývá řazeno ke krajní pravici. Často je hnutí charakterizováno jako populistické, radikální, nacionalistické, autoritářské, a některými novináři dokonce i jako fašistické. Hnutí samotné se prezentuje jako národně konzervativní. Hnutí SPD mělo k roku 2024 celkem 11 034 členů a jako jedinému politickému uskupení v Česku členská základna trvale roste.
Od června 2015 do března 2016 neslo hnutí název Svoboda a přímá demokracie, následně do srpna 2019 se jmenovalo Svoboda a přímá demokracie - Tomio Okamura (SPD). Od září 2019 nese původní název Svoboda a přímá demokracie.

## Vznik
Hnutí Svoboda a přímá demokracie vzniklo v důsledku několikaměsíční krize v hnutí Úsvit přímé demokracie (předchozí působiště obou zakladatelů), jehož vedení převzal poslanec Marek Černoch. Obě znesvářené strany se vinily z údajného vyvádění peněz z hnutí, Tomio Okamura své oponenty označoval za pučisty, většina Úsvitu se však postavila proti němu. Okamura s Radimem Fialou, které v březnu 2015 zbytek hnutí ze svých řad vyloučil, založili vlastní hnutí a v květnu požádali o registraci Svobody a přímé demokracie u ministerstva vnitra. V přípravném výboru kromě této dvojice figuroval ještě Jaroslav Staník. Dne 16. června 2015 uvedli, že hnutí získalo registraci a zahájilo nábor členů. Tomio Okamura v té době prohlásil, že má tisíce zájemců o členství.

## Program
Hnutí programově navazuje na Úsvit přímé demokracie. V programu hnutí dominuje vlastenectví (patriotismus, nacionalismus), projevující se zejména odporem k nelegální imigraci, a požadavek přímé demokracie ve formě jednak odvolatelnosti politiků i soudců, jednak referend o důležitých otázkách, včetně například vystoupení z EU nebo NATO. Poslanec Fiala krátce po založení hnutí prohlásil, že je SPD pravicové hnutí s jasnými politickými cíli, neboť usiluje o zásadní změny v politickém systému ČR. Uvedl také, že jeho základním programem je „prosazení přímé demokracie a odpovědnosti politiků do politického systému České republiky a důsledná obhajoba národních zájmů naší země“. Hnutí chtělo také „důsledně vystupovat proti zvyšování daní a hájit zájmy lidí, kteří poctivě pracují nebo podnikají“. Hnutí usiluje mimo jiné o zavedení obecného referenda včetně těch o mezinárodních otázkách, jako je vystoupení České republiky z Evropské unie a podobně. V lednu 2016 se projednávala petice za referendum, návrh však byl Poslaneckou sněmovnou zamítnut.
V pravo-levém politickém spektru je převážně řazeno ke krajní pravici, ostatně k pravici se hnutí samo od počátku hlásilo například ústy Radima Fialy. Podle sociologa Daniela Prokopa z agentury Median je obtížné hnutí zařadit v politickém spektru, neboť doleva se řadí „oslovováním ublížené části populace“, zatímco napravo „rétorikou proti takzvaným nepřizpůsobivým“. Právník a publicista Petr Kolman v roce 2017 označil údajnou pravicovost hnutí za klišé vzdálené realitě, například program odvolatelnosti politiků a soudců označil za programový bod jak od trockistů a i požadavek přímé demokracie (referenda takřka ke všemu) či zestátnění exekutorů považuje za typicky levicové prvky, přičemž levicovosti nasvědčuje i převzetí elektorátu převážně od ČSSD a KSČM. Kolman ovšem své argumenty relativizuje tím, že „politické spektrum je vlastně kruh, a ne přímka“, že dělení na pravici a levici v dnešní době ztrácí smysl a že de facto hnutí nepatří ani k levici, ale je to „propracovaný populismus jako z čítanky“. Politický geograf Jonáš Suchánek ve své disertační práci označuje SPD za populistickou radikální pravici, jež staví svou ideologii primárně na nativismu a anti-imigrační rétorice. Studentka Iva Vránková jej ve své diplomové práci roku 2015 hodnotila jako pravicově populistické.
Zatímco sociolog Daniel Prokop považuje „oslovování ublížené části populace“ za levicovou charakteristiku, někteří politologové to hodnotí jako pravicový rys. Politolog Kamil Švec z Univerzity Karlovy ho řadil k extrémní pravici po bok DSSS. Podle něj hnutí cílí na „voliče extrémně nespokojené, názorově asi ne úplně konsenzuální“. Politolog Pavel Šaradín z Univerzity Palackého v Olomouci v době vzniku hnutí uvedl, že usiluje o radikálnější protestní voliče, o lidi nespokojené se společenským pořádkem, kteří chtějí „politiky silných slov a rychlých řešení“. Prezident republiky Miloš Zeman v červenci 2019 označil hnutí za radikální v tom smyslu, že radikalismus dle něj znamená cestu ke kořenům a radikální strany představují část politického spektra.
Cílem SPD je krom obecného zamezení nelegální imigrace také zakázat propagaci a šíření islámu, posílit cizineckou policii nebo zpřísnit imigrační zákony, které by zavedly nulovou toleranci vůči ilegálním imigrantům. V přistěhovalecké problematice má spolu s Národní demokracií na české politické scéně nejtvrdší rétoriku. Někteří komentátoři označují hnutí a jeho program za nacionalistické. Ze zahraničí vyjádřila SPD podporu například někdejší předsedkyně francouzské krajně pravicové Národní fronty Marine Le Penová.
Ve vnitrostranických vztazích i ve vystupování strany k médiím a veřejnosti bývají shledávány vůdcovské a autoritářské prvky. Jako postup obdobný autoritářským režimům bylo hodnoceno například náhlé zrušení novinářských akreditací nepohodlným novinářům pro vstup do volebního štábu SPD na podzim 2017, které postihlo například novináře Seznam Zprávy, Reportérů ČT či Info.cz, a odmítnuté novináře nechalo hnutí vyvést policií. Vedení hnutí zrušilo moravskoslezský regionální klub, tedy krajskou organizaci, jelikož dle oficiálního vyjádření vedení hrubě porušovala stanovy a krátila demokratická práva členů. Politolog Jiří Pehe mínil, že důvodem bylo prohlášení jejího šéfa Lubomíra Volného, který oznámil, že chce vyzvat Tomia Okamuru v boji o předsednictví SPD. Pehe se domníval, že Lubomír Volný je politik ze stejného autoritářského těsta jako Okamura. Dále ve svém komentáři zmínil, že soutěžit s ním může v demagogii i v obhroublosti, avšak v hnutí tohoto typu není pro dva vůdce místo, protože ve vůdcovském projektu může být na dvoře kohout jen jeden. Stejně jako v případě Úsvitu političtí analytici varují rebely, že oni samotní onen typ voličstva, který přitahuje Okamura, příliš nezajímají, protože nejde o skutečné politické strany, ale jen o Okamurovy vůdcovské projekty, přičemž těmto voličům je jedno, jestli vůdce porušuje program nebo čachruje se stranickými financemi. Podle politologa Peheho si můžeme být jisti tím, že strana, která chce údajně zvyšovat kvalitu demokracie u nás důrazem na tu přímou, docela jistě nevypíše k otázce zrušené organizace stranické referendum.
Když týdeník Respekt v názorové rubrice spojil SPD s označením „parlamentní fašistické hnutí“, hnutí se proti tomu v roce 2022 bránilo u soudu. Ten však rozhodl, že je označení v souladu s požadavkem proporcionality. Již v roce 2018 ministr spravedlnosti Pelikán hodnotil SPD jako fašistické, proti čemuž tehdy podali předseda Tomio Okamura a poslankyně Jana Levová trestní oznámení. V dubnu 2024 Obvodní soud pro Prahu 7 žalobci v plném rozsahu vyhověl. SPD požadovalo omluvu od České republiky, jednající prostřednictvím Ministerstva vnitra, za to, že bylo hnutí zahrnuto do zprávy Ministerstva vnitra ve věci extremismu a předsudečné nenávisti za druhé pololetí 2020. 
Hnutí SPD se také prezentuje jako konzervativní strana. Vystupuje proti manželství stejnopohlavních párů či adopci dětí páry stejného pohlaví. Dále odmítá ratifikaci Istanbulské úmluvy.

### 2015
V červenci 2015 se členem hnutí stal poslanec Jaroslav Holík, původně zvolený jako nestraník za Úsvit, čímž rozšířil počet poslanců SPD na tři.
V srpnu 2015 proběhla první volební konference SPD. Na základě hlasování členů byl zvolen předsedou hnutí Tomio Okamura a místopředsedou Radim Fiala. Členy předsednictva se stali poslanec Jaroslav Holík a místostarosta obce Všechlapy Radek Rozvoral.

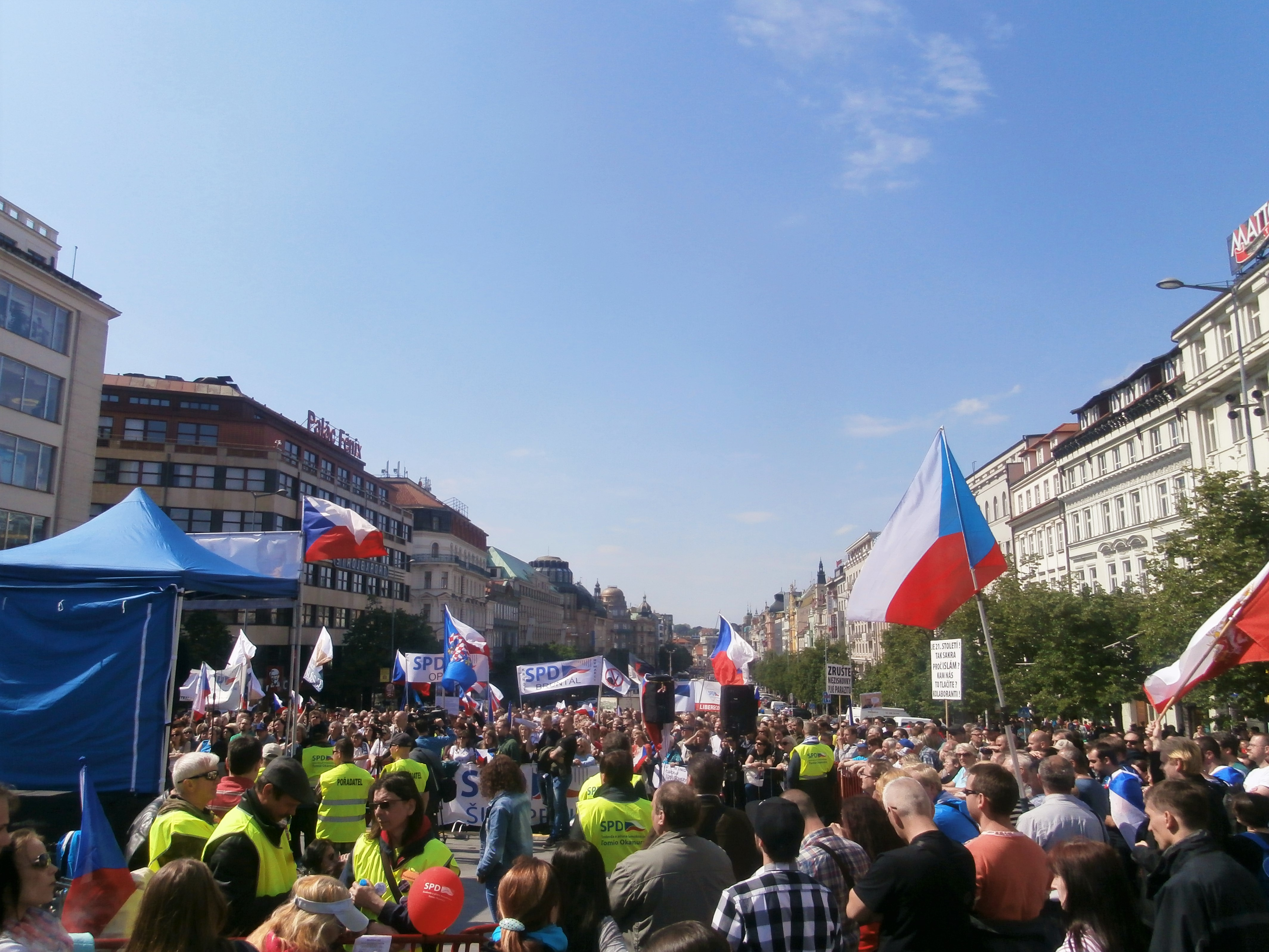
Demonstrace proti islamizaci Evropy, 14. 5. 2016

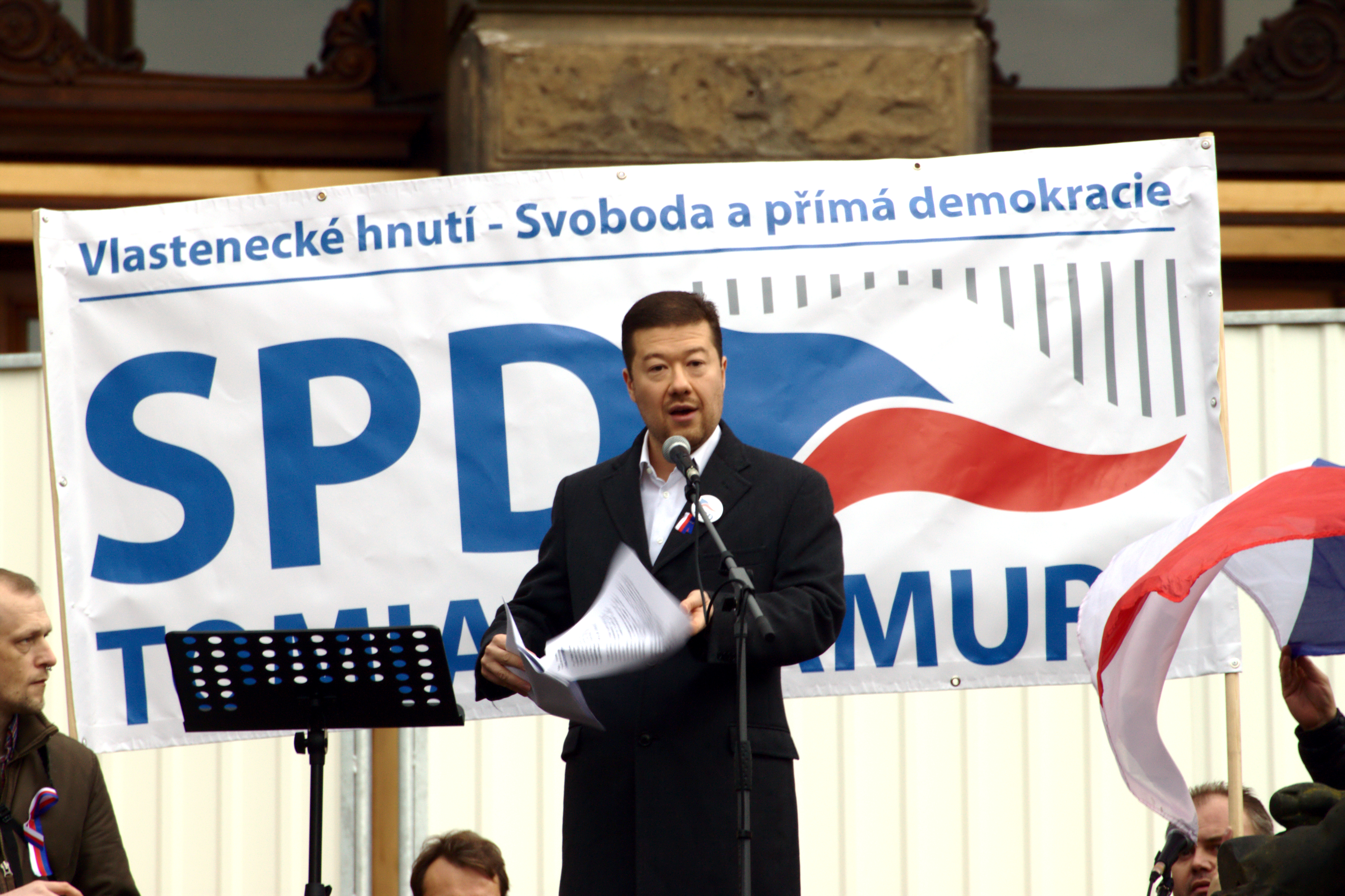
Tomio Okamura při projevu na Václavském náměstí v Praze u příležitosti říjnové demonstrace proti přijetí uprchlíků (17. října 2015)

V polovině září 2015 při mimořádném projednávání evropské migrační krize v Poslanecké sněmovně avizovali zástupci hnutí, že budou požadovat ukončení členství ČR v schengenském systému, zahájení referenda o odchodu země z Evropské unie i referendum o odchodu z NATO.
Počátkem října 2015 ohlásil předseda SPD Tomio Okamura záměr vyvolat hlasování o nedůvěře vládě kvůli tomu, že akceptovala hlasování v Evropské unii o přijetí uprchlíků a rozhodla se nebránit proti tomu žalobou. Kromě tří podpisů vlastních poslanců však žádné další nezískal.
Představitelé hnutí pořádali nebo se účastnili různých protiislámských a protiimigračních demonstrací, např. 1. července na Václavském náměstí s následným pochodem k Úřadu vlády, 12. září a znovu i 17. listopadu 2015 na Václavském náměstí s mottem „Za naši kulturu a bezpečnou zem“, 28. října v Liberci nebo v únoru 2016 opět na Václavském náměstí, kde je podpořil senátor SPO Jan Veleba, zpěvák Aleš Brichta či herec Ivan Vyskočil.
Hnutí za rok 2015 dodalo kontrolnímu výboru Poslanecké sněmovny neúplnou výroční finanční zprávu. Výbor v květnu 2016 požádal vládu, aby Nejvyššímu správnímu soudu navrhla pozastavit činnost SPD.

### 2016
V lednu SPD vytvořila koalici pro krajské volby se Stranou práv občanů. SPD získala ve volbách celkem 18 mandátů v zastupitelstvech krajů, z toho 2 na samostatné kandidátce.
Dne 7. listopadu bylo potvrzeno, že koalice SPD-SPO bude vládnout v koalici s KSČM a ČSSD v Ústeckém kraji.
Dne 19. listopadu na své Celostátní konferenci přijalo hnutí usnesení, ve kterém mj. konstatuje, že do následujících voleb do PS PČR v roce 2017 půjde samostatně.

### 2017
Dne 21. ledna se zúčastnili jako jediní političtí zástupci České republiky členové SPD mezinárodní konference frakce ENF konané v německém městě Koblenz. SPD se jako člen účastní každý měsíc i následujících pravidelných konferencí ENF.
Ve volbách do poslanecké sněmovny hnutí kandidovalo ve všech krajích a dostalo se s 10,64 % hlasů do poslanecké sněmovny, kde obsadilo 22 mandátů, a má tak poslanci zastoupeny všechny kraje.
V prosinci 2017 SPD v Praze pořádalo konferenci pro evropskou stranu Hnutí pro Evropu národů a svobody, jíž je SPD členem. Na konferenci dorazili mimo jiné francouzská Národní fronta, nizozemská Strana pro svobodu, Svobodná strana Rakouska a italská Liga Severu.

### 2018
Dne 14. července 2018 se v Praze konala 5. celostátní konference hnutí, na níž se volilo pětičlenné předsednictvo hnutí pro roky 2018 až 2021. Post předsedy hnutí obhájil Tomio Okamura (získal 150 ze 152 hlasů), místopředsedou zůstal Radim Fiala (získal 149 hlasů). Funkce řadových členů předsednictva hnutí obhájili Jaroslav Holík (získal 140 hlasů) a Radek Rozvoral (získal 137 hlasů). Nově se členem předsednictva stal Radovan Vích (získal 138 hlasů), který tak nahradil Miloslava Roznera, jenž už na funkci nekandidoval.
Počet členů se v průběhu roku 2018 navýšil téměř čtyřnásobně a SPD tak předstihlo v početnosti členské základny i vládní hnutí ANO. Již počátkem června Tomio Okamura ohlásil, že má SPD 7 tisíc členů a celkem 13 tisíc žadatelů o členství. Mluvčí hnutí však upřesnila, že v té době mělo hnutí jen 1 400 členů a dalších 5 500 čekatelů na členství, což představovalo podle stanov hnutí značně odlišné statusy. Oněch 13 tisíc žadatelů pak představovaly vyplněné formuláře z webových stránek.

### 2019
V únoru 2019 předsednictvo hnutí zrušilo svůj regionální klub v Moravskoslezském kraji a odebralo mu licenci. Zdůvodnilo to porušováním stanov a krácením demokratických práv členů. Krajský klub vedl poslanec Lubomír Volný, který byl řadou nespokojených členů označen za diktátora obklopujícího se lidmi, kteří hlasují podle něj. Sám Volný oznámil svůj záměr kandidovat proti Okamurovi na předsedu hnutí a proti zrušení krajského klubu se chtěl bránit. V březnu 2019 poslanci Lubomír Volný, Marian Bojko a poslankyně Ivana Nevludová vystoupili z hnutí. Všichni byli do SPD zvoleni za Moravskoslezský kraj, odejít se prý rozhodli kvůli postupu nového vedení krajské organizace, která podle Volného přijala do svých řad usvědčeného rasistu a neonacistu. SPD Volného vyzvalo ke složení mandátu, on to však odmítl.
Pořad České televize Reportéři ČT v březnu 2019 uvedl, že vedení SPD v Moravskoslezském kraji nařizovalo svým členům, aby přispívali do diskusí na Novinkách.cz a Parlamentních listech. Ve zveřejněných nahrávkách poslanec Marian Bojko tvrdil, že je to „neuvěřitelná mediální válka, která nám vyhrává voliče“. Lubomír Volný prohlásil, že se jednalo o několik let staré nahrávky.
Hnutí se také vrátilo k názvu „Svoboda a přímá demokracie (SPD)“ bez jména svého zakladatele, když od roku 2016 se nazývalo „Svoboda a přímá demokracie – Tomio Okamura (SPD)“.

## Financování
V souvislostí s podzimními sněmovními volbami 2017 společnost Transparency International posuzovala průhlednost financování významných kandidujících stran a jejich kampaní. SPD od ní dostala celkovou hodnotící známku 3,2 (podle školní škály), druhou nejhorší po Straně práv občanů (3,6). Předseda hnutí Tomio Okamura se proti hodnocení ohradil.
Později po volbách média informovala o tom, že SPD 2 dny před termínem pro vyúčtování předvolební kampaně zaplatila 7,4 milionu Kč za analýzy a public relations bez upřesnění, komu tyto peníze vyplatila. Suma odpovídala zhruba dvojnásobku částky, kterou na podobné účely zaplatilo vítězné hnutí ANO. Tomio Okamura uvedl, že platba směřovala společnosti Play Net zajišťující analýzy voličů a kampaně či strategické plánování. Podle serveru Info.cz byl prostřednictvím společnosti Astro Capital vlastníkem společnosti Jan Fulín, spojený s televizí Barrandov a agenturou pro výzkum veřejného mínění SANEP. Statutárním zástupcem Play Net byl navíc Radomír Pekárek, který zároveň řídil server První zprávy. Oba také figurovali ve společnosti Easy Communications, v níž měla vlastnický podíl i firma Our Media provozující mimo jiné Parlamentní listy. Televize se proti obchodnímu vztahu s SPD nebo agenturami ohradila s tím, že Fulín i Pekárek pro ni pracovali ještě před rokem 2013, kdy ji koupil podnikatel Jaromír Soukup.
Server Seznam Zprávy v lednu 2018 informoval o tom, že hnutí vybralo ještě před koncem zákonné lhůty z transparentního účtu pro volební kampaň všechny peníze. Následně peníze zpět na účet vrátilo s vysvětlením, že došlo k omylu a tajemník peníze předčasně převedl pouze na běžný účet hnutí. Úřad pro dohled nad hospodařením politických stran a politických hnutí za porušení pravidel udělil hnutí pokutu.
Investigativní reportéři Jiří Kubík a Sabina Slonková v březnu 2018 na serveru Seznam Zprávy informovali o policejním vyšetřování z roku 2017, které se zabývalo stranickým e-shopem, vynucenými nákupy členy hnutí v Moravskoslezském kraji a vedlejším netransparentním účtem, který má být údajně k potřebě předsedovi krajské organizace hnutí SPD Lubomíru Volnému.

## Hnutí ve volbách

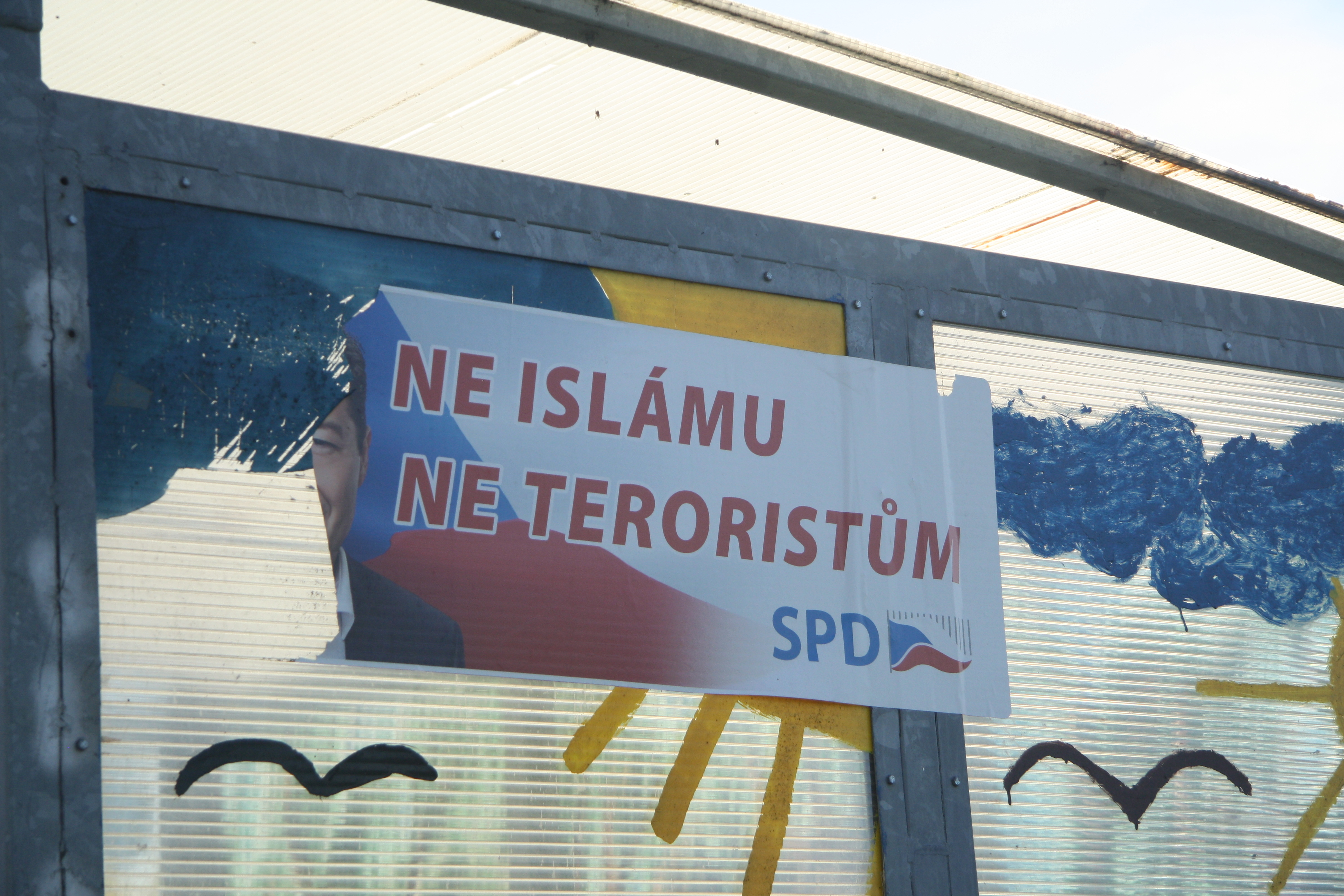
Reklamní polep na autobusové zastávce Zmišovice v okrese Pelhřimov, duben 2018

Pro krajské volby 2016 hnutí oznámilo spolupráci se Stranou Práv Občanů, s níž vytvořilo koalice ve všech krajích, kromě Pardubického a Zlínského, v nichž SPO uspěla v předchozích volbách a vstoupila do koaličních krajských vlád. Okamura při ohlášení spojenectví uvedl, že i přes „drobné programové rozdíly“ obě politická uskupení spojuje kontinuální podpora pro prezidenta Miloše Zemana, boj proti „muslimské kolonizaci“ Evropy a Česka a proti ilegální migraci či prosazování přímé volby hejtmanů.
Hnutí se v koalici podařilo proniknout do 10 krajských zastupitelstev a získat celkově 34 mandátů. Největší úspěch zaznamenalo v krajích Olomouckém, kde získalo 7,33% a 5 mandátů a také v Moravskoslezském, kde obdrželo 7,02% a šest zastupitelských křesel. 
Do senátních voleb 2016 hnutí vyslalo tři kandidáty: podnikatele Jiřího Kobzu v obvodu č. 28 – Mělník, učitelku na penzi Věru Příhodovou v obvodu č. 19 – Praha 11 a jednatele společnosti Petra Paula v obvodu č. 52 – Jihlava. Žádnému z těchto kandidátů se nepodařilo postoupit do 2. kola.
Se ziskem 10,64 % získalo hnutí 22 poslanců, přičemž pětiprocentní hranici překonalo ve všech krajích a společně s Piráty se tak stalo 3. nejsilnější politickou stranou.
V senátních volbách roku 2018 hnutí SPD samostatně kandidovalo ve všech 27 volebních obvodech.
V komunálních volbách 2018 v Praze hnutí SPD slibovalo například urychlenou organizaci výkupu potřebných pozemků a následnou výstavbu metra D. Zároveň chtělo každý rok na pozemcích města postavit tisíc nových bytů.

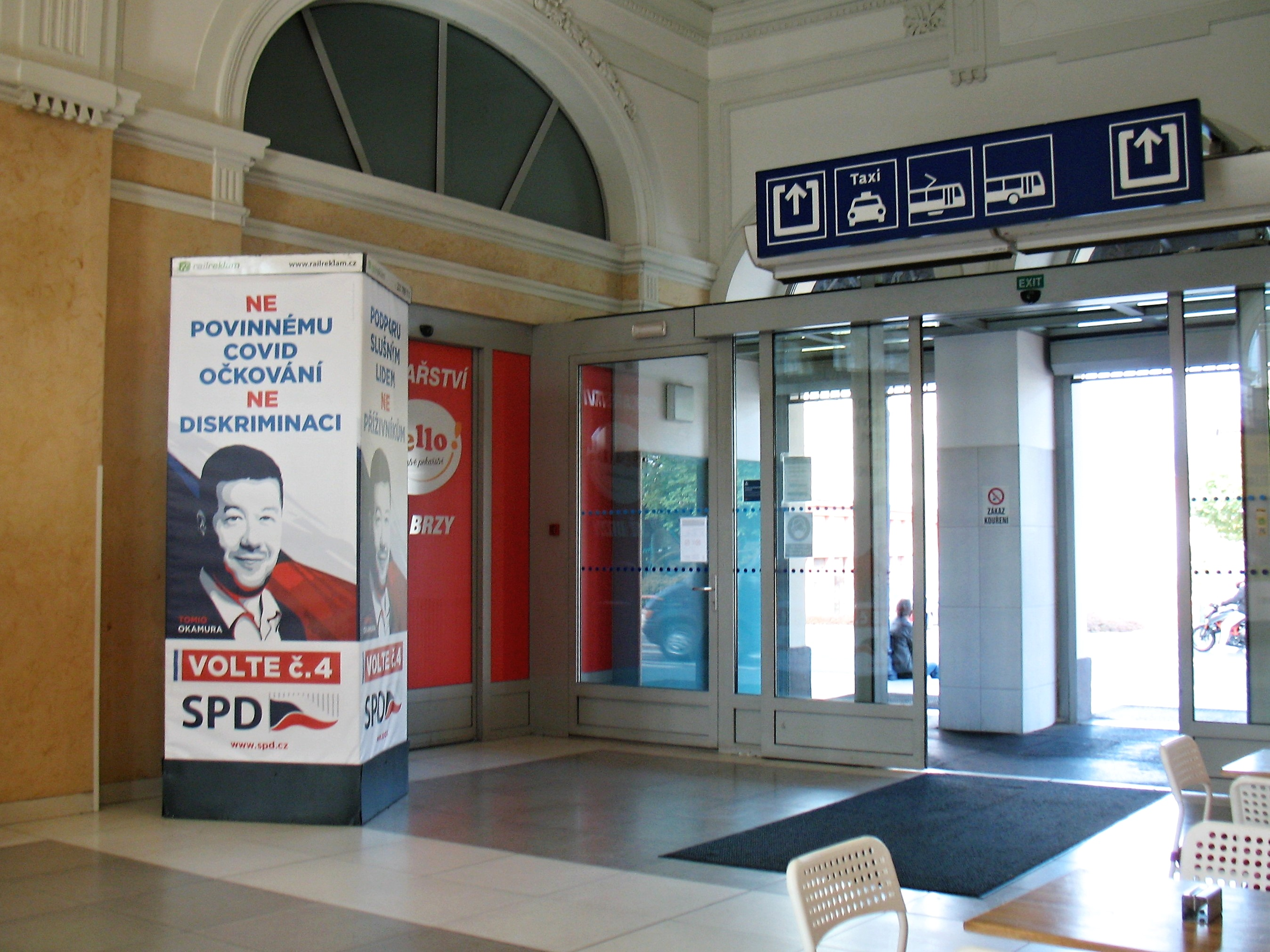
Předvolební poutač na nádraží v Liberci, říjen 2021

Politolog Josef Bernard tvrdí, že SPD získala dominanci zejména na Moravě a v severozápadním pohraničí, což částečně kopíruje podporu ČSSD v předchozích volbách, a oproti některým očekáváním méně kopíruje výsledky pravicových extremistů, například DSSS, tedy SPD získala mnohem širší část voličstva. Víc voličů měla v oblastech, kde jsou četnější sociálně vyloučené lokality, tedy k volbě SPD zpočátku motivovaly spíše místní sociální problémy než mediální diskurz o uprchlících. V Čechách územní podpora SPD reflektuje periferní oblasti, kde jsou problémy se sociálním vyloučením a nezaměstnaností, avšak SPD není silná v tradičních periferiích, kde jsou jiné typy problémů a lidé volí spíše KSČM. Dle politologa Martina Šimona měla SPD nejvyšší zisky na počátku sčítání hlasů, tedy v nejmenších obcích a na venkově obecně, kde více rezonují jak akcenty přímé demokracie, tak xenofobie. Dominance SPD na Moravě byla vysvětlována horším ekonomickým vývojem Moravy oproti Čechám i jako důsledek nespokojenosti s dosud vládnoucí ČSSD, které zde SPD přebrala významnou část elektorátu. Nikita, systém interního skóringového systému („umělé inteligence“) pro vyhodnocování solventnosti klienta v platební aplikaci Twisto, vyhodnocuje vyšší volební zisk SPD nebo KSČM v bydlišti klienta jako indikátor problému.
V kampani před parlamentními volbami roku 2021 hnutí lákalo na prodej levných českých potravin za férové ceny a pořádání českých jarmarků. Podle vyjádření prezidenta Svazu obchodu a cestovního ruchu ČR Tomáše Prouzy i prezidenta Agrární komory ČR Jana Doležala by však slibované ceny byly pravděpodobně pod výrobními náklady a pro zemědělce nevýhodné. Podle Úřadu pro dohled nad hospodařením politických stran a politických hnutí samotná strana nesmí podnikat, jarmarky pro hnutí zorganizovala firma Emurfilm Production vlastněná Kamilem Spáčilem, ředitelem Febiofestu a bývalým ředitelem TV Barrandov. Původně se v pozvánkách nepravdivě uvedlo, že jarmarky zaštítila Agrární komora, která se proti tomu ohradila a následně byla tato informace z webových stránek stažena. Před volbami vedení strany odvolalo předsedkyni krajské organizace v Moravskoslezském kraji Irenu Bláhovou a téměř kompletně změnilo kandidátku v tomto kraji. Na protest ze strany vystoupilo pět krajských zastupitelů a další řadoví členové. Po volbách strana rozpustila svoji pražskou organizaci, patrně kvůli špatnému volebnímu výsledku, kdy se do poslanecké sněmovny dostal pouze Jiří Kobza, který ze čtvrtého místa přeskočil i lídra kandidátky Josefa Nerušila.
Ve volbě prezidenta České republiky v lednu 2023 získal kandidát hnutí SPD Jaroslav Bašta 4,45 % hlasů, a skončil tak na pátém místě a do druhého kola voleb nepostoupil.
V květnu 2023 předseda hnutí Tomio Okamura uvedl, že v červnu podepíše hnutí SPD memorandum o spolupráci se stranou Trikolora, a to ve všech nadcházejících volbách. Memorandum bylo podepsáno 14. června 2023 a týká se všech voleb konaných v roce 2024.
Na konci roku 2024 hnutí SPD oznámilo, že jedná o spolupráci v parlamentních volbách 2025 s pěti politickými uskupeními, mj. s PRO, Trikolorou, Svobodnými a Přísahou. Politická uskupení by nekandidovala v koalici, nýbrž na kandidátce SPD. Zvolení poslanci by pak byli členy poslaneckého klubu SPD. Tomio Okamura uvedl, že chce na kandidátce spojit všechny vlastenecké národně konzervativní politické subjekty. V březnu 2025 hnutí SPD oznámilo, že na jeho kandidátní listině budou kandidovat také zástupci Trikolory, strany PRO a Svobodných.

### Volební výsledky

#### Poslanecká sněmovna

Výsledky SPD ve volbách do Poslanecké sněmovny v roce 2017.

Výsledky SPD ve volbách do Poslanecké sněmovny v roce 2021.

| Volby | Hlasy   | Hlasy | Mandáty | Mandáty | Pozice | Postavení |
| Volby | Počet   | %     | Počet   | ±       | Pozice | Postavení |
| ----- | ------- | ----- | ------- | ------- | ------ | --------- |
| 2017  | 538 574 | 10,6  | 22/200  | ▲22     | ▲4.    | Opozice   |
| 2021  | 513 910 | 9,6   | 20/200  | ▼2      | ▬4.    | Opozice   |

#### Senát
| Volby | První kolo | První kolo | Druhé kolo | Druhé kolo | Mandáty | Mandáty | Mandáty | Pozice |
| Volby | Hlasy      | %          | Hlasy      | %          | Zvoleno | Celkem  | ±       | Pozice |
| ----- | ---------- | ---------- | ---------- | ---------- | ------- | ------- | ------- | ------ |
| 2016  | 5 988      | 0,7        | –          | –          | 0/27    | 0/81    | ▬0      | ▬ –    |
| 2018  | 70 110     | 6,4        | –          | –          | 0/27    | 0/81    | ▬0      | ▬ –    |
| 2020  | 61 352     | 6,2        | –          | –          | 0/27    | 0/81    | ▬0      | ▬ –    |
| 2022  | 85 855     | 7,7        | 2 791      | 0,6        | 0/27    | 0/81    | ▬0      | ▬ –    |
| 2024  | 42 733     | 5,4        | 3 318      | 0,8        | 0/27    | 0/81    | ▬0      | ▬ –    |

#### Evropský parlament
| Volby | Hlasy   | Hlasy | Mandáty | Mandáty | Pozice |
| Volby | Počet   | %     | Počet   | ±       | Pozice |
| ----- | ------- | ----- | ------- | ------- | ------ |
| 2019  | 216 718 | 9,1   | 2/21    | ▲2      | ▲5.    |
| 2024  | 170 175 | 5,7   | 1/21    | ▼1      | ▼7.    |

#### Zastupitelstva krajů
| Volby | Hlasy         | Hlasy         | Mandáty | Mandáty | Pozice |
| Volby | Počet         | %             | Počet   | ±       | Pozice |
| ----- | ------------- | ------------- | ------- | ------- | ------ |
| 2016  | Koalice s SPO | Koalice s SPO | 18/675  | ▲18     | ▲8.    |
| 2020  | 169 978       | 6,1           | 35/675  | ▲17     | ▲7.    |

#### Zastupitelstva obcí
| Volby | Hlasy     | Hlasy | Mandáty   | Mandáty | Mandáty | Pozice |
| Volby | Počet     | %     | Počet     | %       | ±%      | Pozice |
| ----- | --------- | ----- | --------- | ------- | ------- | ------ |
| 2018  | 3 612 359 | 3,2   | 158/61950 | 0,3     | ▲0,3    | ▲13.   |
| 2022  | 4 881 919 | 4,55  | 490/61849 | 0,79    | ▲0,49   | ▲7.    |

#### Zastupitelstvo Prahy
| Volby | Hlasy     | Hlasy                                        | Mandáty | Mandáty | Pozice | Postavení |
| Volby | Počet     | %                                            | Počet   | ±       | Pozice | Postavení |
| ----- | --------- | -------------------------------------------- | ------- | ------- | ------ | --------- |
| 2018  | 895 859   | 3,5                                          | 0/65    | ▬0      | ▲6.    | –         |
| 2022  | 1 218 622 | 5,2 v koalici s Trikolorou, PES a nestraníky | 2/65    | ▲2      | ▬6.    | Opozice   |

## Politici SPD

### Poslanci Parlamentu ČR
- předseda klubu – Radim Fiala

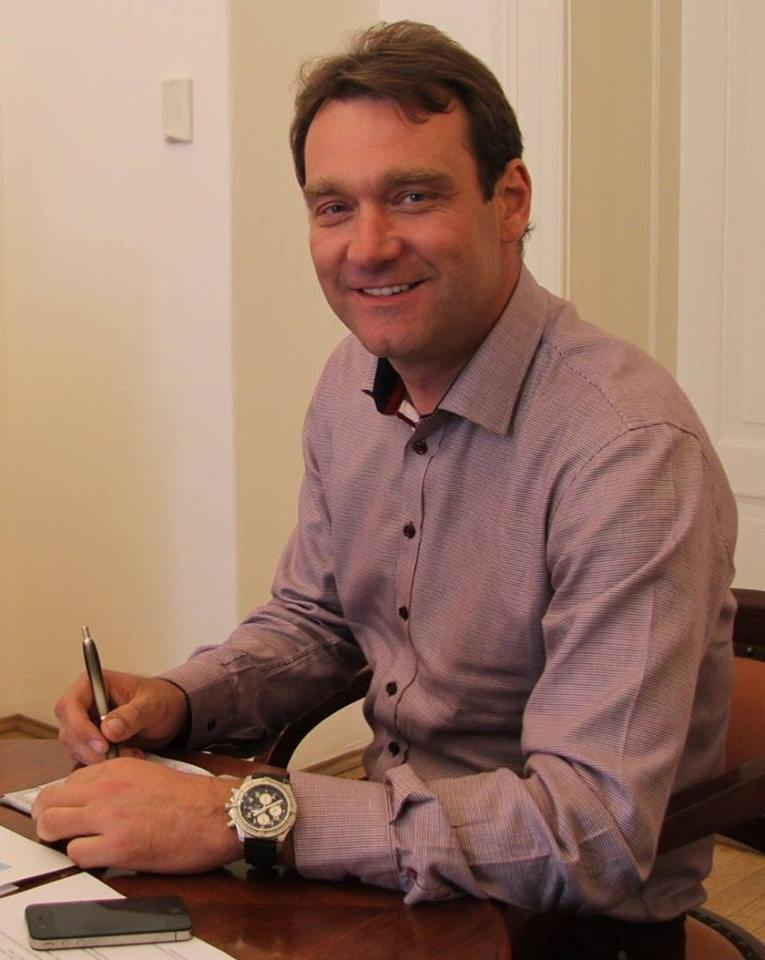
Radim Fiala (SPD)

  - místopředseda klubu – Radek Rozvoral
    - členové klubu:
      - Marcel Dlask
      - Oldřich Černý
      - Jaroslav Dvořák
      - Jaroslav Foldyna
      - Jan Hrnčíř
      - Zdeněk Kettner
      - Jiří Kobza
      - Radek Koten
      - Vladimíra Lesenská
      - Karla Maříková
      - Tomio Okamura (předseda Petičního výboru)
      - Marie Pošarová
      - Jan Síla
      - Karel Sládeček
      - Lucie Šafránková
      - Iveta Štefanová
      - Radovan Vích (předseda Kontrolního výboru)
      - Vladimír Zlínský

### Poslanci Evropského parlamentu
- Ivan David

### Krajští zastupitelé
| #        | Kraj            | Jméno                   | PP    | Hlasy | Č. |
| -------- | --------------- | ----------------------- | ----- | ----- | -- |
| 1        | Plzeňský        | Marie Pošarová          | SPD   | 639   | 1  |
| 2        | Plzeňský        | Martin Šebesta          | SPD   | 264   | 2  |
| 3        | Plzeňský        | Drahuše Sekmilerová     | SPD   | 137   | 3  |
| 1        | Karlovarský     | Karla Maříková          | SPD   | 822   | 1  |
| 2        | Karlovarský     | Pavel Motešický         | SPD   | 97    | 2  |
| 3        | Karlovarský     | Michal Šťovíček         | SPD   | 165   | 3  |
| 4        | Karlovarský     | Věra Maříková           | SPD   | 208   | 4  |
| 1        | Ústecký         | Jaroslav Foldyna        | BEZPP | 3753  | 3  |
| 2        | Ústecký         | Zdeněk Kettner          | SPD   | 853   | 1  |
| 3        | Ústecký         | Dominik Hanko           | SPD   | 634   | 2  |
| 4        | Ústecký         | Bohumil Ježek           | SPD   | 496   | 4  |
| 5        | Ústecký         | Elvíra Hahnová          | SPD   | 373   | 5  |
| 1        | Liberecký       | Michal Švarc            | SPD   | 656   | 1  |
| 2        | Liberecký       | Radovan Vích            | SPD   | 409   | 2  |
| 3        | Liberecký       | Bronislav Kalvoda       | SPD   | 199   | 3  |
| 1        | Královéhradecký | Zdeněk Podal            | SPD   | 301   | 1  |
| 2        | Královéhradecký | Andrea Pajgerová        | SPD   | 226   | 2  |
| 1        | Jihomoravský    | Jan Hrnčíř              | SPD   | 925   | 1  |
| 2        | Jihomoravský    | Ivan Fencl              | SPD   | 459   | 2  |
| 3        | Jihomoravský    | Petra Vávrová Svedíková | SPD   | 705   | 3  |
| 4        | Jihomoravský    | Lubomír Španěl          | SPD   | 324   | 4  |
| 1        | Olomoucký       | Radim Fiala             | SPD   | 1435  | 1  |
| 2        | Olomoucký       | Pavel Jelínek           | SPD   | 441   | 2  |
| 3        | Olomoucký       | Martin Jirotka          | SPD   | 276   | 3  |
| 4        | Olomoucký       | Dan Chromec             | SPD   | 469   | 4  |
| 5        | Olomoucký       | Jaroslav Horák          | SPD   | 252   | 5  |
| 1        | Zlínský         | Vladimír Zlínský        | SPD   | 864   | 1  |
| 2        | Zlínský         | Radek Henner            | SPD   | 681   | 3  |
| 3        | Zlínský         | Jaroslav Dvořák         | SPD   | 451   | 2  |
| 1        | Moravskoslezský | Pavel Staněk            | SPD   | 966   | 1  |
| 2        | Moravskoslezský | Irena Bláhová           | SPD   | 354   | 2  |
| 3        | Moravskoslezský | Josef Kuchta            | SPD   | 223   | 3  |
| 4        | Moravskoslezský | Marek Vysocký           | SPD   | 339   | 4  |
| 5        | Moravskoslezský | David Dudzik            | SPD   | 301   | 5  |
| 6        | Moravskoslezský | Tomáš Miczka            | SPD   | 282   | 6  |
| 1. 2. 3. |                 |                         |       |       |    |

## Vedení hnutí
K 4. prosinci 2021 mělo hnutí SPD toto vedení:

### Předsednictvo
- předseda – Tomio Okamura, předseda Petičního výboru PS PČR
  - místopředseda – Radim Fiala, předseda poslaneckého klubu, zastupitel Olomouckého kraje
    - člen předsednictva – Ivan David, poslanec Evropského parlamentu
    - člen předsednictva – Radek Rozvoral, místopředseda poslaneckého klubu, místostarosta obce Všechlapy
    - člen předsednictva – Radovan Vích, předseda Kontrolního výboru PS PČR

### Krajští předsedové
- Praha: Josef Nerušil[115]
- Středočeský kraj: Radek Rozvoral
- Jihočeský kraj: nezvolen
- Plzeňský kraj: Marie Pošarová
- Karlovarský kraj: Karla Maříková
- Ústecký kraj: Dominik Hanko
- Liberecký kraj: Radovan Vích
- Královéhradecký kraj: nezvolen
- Pardubický kraj: Marcel Dlask
- Kraj Vysočina: nezvolen
- Jihomoravský kraj: Jan Hrnčíř
- Olomoucký kraj: Radim Fiala
- Zlínský: Vladimír Zlínský (pověřen řízením)
- Moravskoslezský: Peter Harvánek

## Mládežnická organizace
V dubnu 2021 byl založen facebookový profil mládežnické organizace hnutí s názvem Mladí Espéďáci (MES). Členové Mladých Espéďáků reprezentují tradiční témata hnutí, tj. převážně postavení vůči migraci, islámu či Evropské unii.

## Kontroverze
Ministerstvo vnitra České republiky ve své výroční zprávě k roku 2019 uvedlo stranu SPD jako hrozbu, jež šíří ve společnosti strach, podněcuje nenávist k jiným lidem, využívá dezinformace či konspirační teorie štěpící společnost. Ministerstvo vnitra označilo hnutí SPD ve své zprávě o extremismu za rok 2022 za xenofobní populistickou skupinu. Obvodní soud pro Prahu 7 dne 22. července 2025 rozhodl, že Ministerstvo vnitra zařazením hnutí SPD do zprávy o extrémismu porušilo práva hnutí. Soud však hnutí SPD nepřiznal omluvu ze strany ministerstva.
Stranické volební noviny SPD obsahují nepravdy, neověřitelná fakta, lži či manipulace. Předseda Tomio Okamura podle webu Demagog.cz v rozhovorech či debatách často argumentuje zavádějícími či nepravdivými fakty.
Sympatizant SPD Jaromír Balda také spáchal Teroristické útoky na vlaky na Mladoboleslavsku v roce 2017, při kterých dvakrát pokácel strom na železniční trať. Chtěl, aby z činu vyplynulo, že za ni mohou muslimští teroristé, chtěl způsobit ve společnosti strach v souvislosti s evropskou migrační krizí. Byl odsouzen na čtyři roky do vězení. U Baldy však byla diagnostikována psychická porucha a to organická porucha osobnosti, ovlivňující jeho chování a mimo jiné zhoršující mu úsudek.
Podle analýzy neziskové organizace Bezpečnostního centra Evropské hodnoty SPD také často šíří vliv Ruska a Číny i přesto, že se strana proti tomu často vyhrazuje. Většinou odkazuje na svou nacionalistickou ideologii. Nicméně, tato nezisková organizace je často kritizována skupinou vědců a vysokoškolských pedagogů z Fakulty sociálních věd Univerzity Karlovy za svůj způsob práce. Podle akademiků „studie think tanku Evropské hodnoty o výhledu vývoje vnějšího bezpečnostního prostředí ČR, obsahující pouze katastrofické scénáře, navíc s absurdně vysokými pravděpodobnostními hodnotami, není odbornou studií, ale projevem ideologie, který připravuje půdu pro radikální opatření odůvodněná jako prevence proti (neurčitým a nejistým) budoucím hrozbám.
Předseda hnutí Tomio Okamura také často vyzýval vládu k ukončení sankcí na Rusko a k nákupu levného ruského plynu čímž se mu dostalo nálepky proruského politika, což však označil za lživé nálepkování ze strany vlády s tím, že pouze hájí české zájmy.
Přestože je SPD skeptická vůči politickým neziskovkám, sama čerpá dotace na vlastní Institut svobody a přímé demokracie (v roce 2024 ve výši 3,7 miliónu korun).